# 月刊コンプエース
『月刊コンプエース』（げっかんコンプエース、Comp-Ace）は、KADOKAWA発行（角川書店ブランド）の漫画雑誌。
2005年3月26日の発刊当初は季刊であったが、同年11月26日発売のVol.4より隔月化し、2006年12月26日発売のVol.10より月刊化。2007年6月26日発売の8月号にて『コンプティーク』増刊号から独立創刊したことに伴い、雑誌名に「月刊」が追加された。

## 歴史
『月刊少年エース』増刊『エース桃組』の実質的後継誌だが、エースとコンプティークの共同編集により、コンピュータゲームの漫画化作品を中心とするメディアミックス路線が敷かれ、桃組とは異なるコンプティーク増刊の漫画誌として創刊した。
コンプティークより分離した漫画雑誌には、過去に『月刊コミックコンプ』（1988年 - 1994年）が存在したが、「コンプ」の名を冠した漫画雑誌の再登場は、コミックコンプ休刊以来11年ぶりとなる。
2010年6月1日に第三種郵便物に承認される。『月刊少年エース』や『ヤングエース』、『ケロケロエース』、『月刊Asuka』、『コンプティーク』など、角川書店が発行する漫画雑誌群によって共同主催されている角川漫画新人賞に参加しているが、コンプエースにはコンプティークと共同の特別賞が用意されている。
2024年2月22日には、コンプエース発のウェブコミック誌である『コンプエース コミックコネクト』がカドコミで開始された。

## 連載中
2025年9月号現在。
- 悪役一家の奥方、死に戻りして心を入れ替える。（原作：丘野優・キャラクター原案：TEDDY・漫画：鏡）：2022年3月号[3] -
- 異世界最強の出前バイト（原案：蝉川夏哉・漫画：サイトウミチ）：2024年12月号[4] -
- 異世界はスマートフォンとともに。（原作：冬原パトラ・キャラクター原案：兎塚エイジ・漫画：そと）：2017年1月号 -
- 痛いのは嫌なので防御力に極振りしたいと思います。（原作：夕蜜柑・キャラクター原案：狐印・漫画：おいもとじろう）：2018年7月号[5] -
- オーバーロード 不死者のOh!（原作：丸山くがね・キャラクター原案：so-bin・漫画：じゅうあみ）：2017年3月号[6] -
- 鬼の生贄花嫁と甘い契りを（原作：湊祥・キャラクター原案：わいあっと・漫画：麻藤あそら）：2023年5月号[7] -
- オールラウンダーズ!! 転生したら幼女でした。家に居づらいのでおっさんと冒険に出ます（原作：サエトミユウ、キャラクター原案：又市マタロー、漫画：ひらのせい）：2022年4月号[8] -
- 陰の実力者になりたくて!（原作：逢沢大介・キャラクター原案：東西・漫画：坂野杏梨）：2019年2月号[9] -
- シャバの「普通」は難しい（原作：村颯希・キャラクター原案：村カルキ・漫画：ばたこ）：2018年11月号[10] -
- 死亡遊戯で飯を食う。（原作：鵜飼有志、キャラクター原案：ねこめたる、漫画：万歳寿大宴会）：2023年6月号[11] -
- 治癒魔法の間違った使い方 〜戦場を駆ける回復要員〜（原作：くろかた・キャラクター原案：KeG・漫画：久我山レキ）：2017年6月号[12] -
- Dジェネシス ダンジョンが出来て3年（原作：之貫紀・漫画：平未夜）：2020年10月号[13] -
- 転生錬金少女のスローライフ（原作：夜想庭園・キャラクター原案：potg、漫画：里町）：2024年1月号[14] -
- 東方酔蝶華 ロータスイーター達の酔醒（原作：ZUN・漫画：水炊き）：2020年1月号[15] -
- Fate/EXTRA CCC FoxTail（原作：TYPE-MOON・マーベラス・作画：たけのこ星人）：2013年12月号 -
- Fate/kaleid liner プリズマ☆イリヤ ドライ!!（原作・企画原案：TYPE-MOON・漫画：ひろやまひろし）：2009年6月号 -
- ほうかごがかり（原作：甲田学人・漫画：メイジ・キャラクター原案：potg）：2024年9月号[16] -
- やり直し貴族の聖人化レベルアップ（原作：八華・キャラクター原案：すざく・漫画：おくだらく）：2024年8月号[17] -
- やり直し令嬢は竜帝陛下を攻略中（原作：永瀬さらさ・キャラクター原案：藤未都也・漫画：柚アンコ）：2020年9月号[18] - 2022年2月号、2022年9月号 -
- 勇者召喚に巻き込まれたけど、異世界は平和でした（原作：灯台・キャラクター原案：おちゃう・漫画：平安ジロー）：2018年10月号[19] -
- 幼女戦記（原作：カルロ・ゼン・キャラクター原案：篠月しのぶ・漫画：東條チカ）：2016年6月号 -
- LV999の村人（原作：星月子猫・キャラクター原案：ふーみ・漫画：岩元健一）：2017年7月号[20] -

## 不定期掲載・中断中
- Rくろにくる（原作：数多ヒロ・漫画：あづまゆき）：2007年Vol.011 -
  - 現在は長期休載状態。
- エイルン・ラストコード 〜架空世界より戦場へ〜（原作：東龍乃助・メカデザイン原案：汐山このむ・貞松龍壱・漫画：みことあけみ）：2019年4月号 -
  - 2019年8月号に掲載後、休載。
- えびてん 公立海老栖川高校天悶部（漫画：狗神煌・脚本：すかぢ）：2008年12月号 -
  - 現在、長期休載中。
- すてっぷUP!（漫画：MIKOTO）：2008年4月号 -
  - コンプティークとの同時連載。現在は長期休載状態。
- 月夜のフロマージュ（漫画：てぃんくる）：2008年5月号 -
  - 現在は長期休載状態。
- てぃんくる☆マイスター きらは（漫画：七瀬葵）：2007年Vol.011 -
  - 休載が多く、事実上の不定期掲載作品。
- らき☆すた（漫画：美水かがみ）：2005年Vol.001 -
  - コンプティークとの同時連載。2009年6月号以降は不定期掲載。
  - また、読者コーナー『超らっきー☆ちゃんねる分校』『らき☆スタっ!?　Lucky☆Studium』には、小神あきらを主人公とした『あきらの王国』が連載されていた。

## 連載終了

### 漫画化作品・メディアミックス企画

#### あ行
- アイドルマスター（原作：ナムコ・画：稍日向）
- アイドルマスター XENOGLOSSIA（原作：矢立肇・脚本：涼風涼・漫画：黒崎まいり）：VOL.012 - 2008年3月号
- 穢翼のユースティア（原作：オーガスト・漫画：瀬名モナコ）：2012年6月号 - 2013年8月号
- 蒼の彼方のフォーリズム（原作：sprite・漫画：唐辛子ひでゆ）：2015年12月号 - 2016年5月号
- あかね色に染まる坂（原作：feng・漫画：酒月ほまれ）：2008年8月号 - 2009年6月号
- 悪役令嬢なのでラスボスを飼ってみました（原作：永瀬さらさ・キャラクター原案：紫真依・漫画：柚アンコ）：2018年8月号[21] - 2019年10月号
- 浅草鬼嫁日記 天酒馨は前世の嫁と平穏に暮らしたい。（原作：友麻碧・キャラクター原案：あやとき・漫画：鳴原千）：2018年9月号[22] - 2019年11月号
- アストラル・オンライン 魔王の呪いで最強美少女になったオレ、最弱職だがチートスキルで超成長して無双する（原作：神無フム・キャラクター原案：珀石碧・漫画：さよなか）：2023年3月号[23] - 2025年1月号[24]
- あっぱれ!天下御免 櫻道楽都（原作：BaseSon・漫画：月並甲介）
- あにめたまえ!天声の巫女： - 2013年3月号
- アマガミ dreamy forever（原作：エンターブレイン・漫画：虎向ひゅうら）：2011年2月号 - 2011年8月号
- Alice Quartet OBBLIGATO（MooNPhase・藤枝雅・源久也）：Vol.001 - 2008年1月号
- アルカナハート（原作：EXAMU・漫画：葉生田采丸）：2008年3月号 - 2009年3月号
- あるすまぐな!（原作：light・漫画：伊藤体育）：2008年4月号 - 9月号
- 異世界覚醒超絶クリエイトスキル 〜生産・加工に目覚めた超有能な僕を、世界は放っておいてくれないようです〜（原作：たかた・漫画：みことあけみ）：2020年9月号[18] - 2021年9月号
- 異世界転生に感謝を（原作：古河正次・キャラクター原案：六七質・漫画：二戸謙介）：2017年12月号[25] - 2019年3月号
- いつか天魔を斬る魔女（原作：鏡貴也・漫画：江戸屋ぽち）：2011年9月号 - 2012年8月号
- いなくなれ、群青（原作：河野裕・キャラクター原案：越島はぐ・漫画：京一）：2019年6月号[26] - 10月号
- 異能バトルは日常系のなかで（原作：望公太・キャラクター原案：029・漫画：黒瀬浩介）：2013年9月号 - 2015年4月号
- 異邦人、ダンジョンに潜る（原作：麻美ヒナギ・キャラクター原案：クレタ・漫画：星野かおる）：2019年11月号[27] -
- いろはのアヤカシ 〜秘録 妖怪大戦争〜
- EVE 〜new generation〜（原作：EVE new generation制作委員会・漫画：藤真拓哉）
- 11eyes -罪と罰と贖いの少女-（原作：Lass・漫画：綾野なおと）：2009年10月号 - 2010年11月号
- 陰キャだった俺の青春リベンジ 天使すぎるあの娘と歩むReライフ（原作：慶野由志・キャラクター原案：たん旦・漫画：伊勢海老ボイル）：2022年12月号[28] - 2025年5月号[29]
- ヴァルキリーコンプレックス ZERO（原作：サーカス・漫画：峠比呂）：2009年7月号 - 12月号
- ヴァルキリードライヴ マーメイド（原作：VALKYRIE DRIVE PROJECT・漫画：yuztan）：2015年12月号 - 2016年10月号
- ヴァンガード（漫画：伊藤彰）
- Wake Up, Girls!（原作：Green Leaves・漫画：カガケント）：2015年7月号 - 2016年1月号 ※2016年1月号を最後に休載し、公式サイトでは終了扱いとなっている。
- うみねこのなく頃に紫（原作：竜騎士07・シナリオ：人比良・漫画：珠洲城くるみ・監修：07th Expansion）
- ウルは空色魔女（原作：あさのますみ・漫画：綾見ちは・云熊まく）
- AR 〜忘れられた夏〜（原作：CIRCUS・画：虎向ひゅうら）：Vol.006 - Vol.008
- H2O -FOOTPRINTS IN THE SAND-（原作：枕・漫画：狗神煌）：VOL.011 - 2008年4月号
- 英雄*戦姫GOLD ジパングより愛をこめて（原作：天狐・漫画：じゅうあみ）：2013年12月号 - 2014年5月号
- ANGEL MAGISTER（原作：mana・漫画：武蔵屋長元坊）：2009年8月号 - 2010年4月号
- 黄金夢想曲（原作：07th Expansion・漫画：両角潤香）
- オーバーロード（原作：丸山くがね・キャラクター原案：so-bin・漫画：深山フギン・漫画版脚本：大塩哲史）：2015年1月号 - 2023年7月号 ※第一部完
- 織田信奈の野望（原作：春日みかげ・キャラクター原案：みやま零・漫画：青刃時雨）：2011年9月号 - 2014年8月号
- 俺たちに翼はない 〜Rhapsody〜（原作：Navel・漫画：日下皓）：2009年1月号 - 2010年2月号

#### か行
- 快盗天使ツインエンジェル（原作：サミー・漫画：瀬菜モナコ）：2007年10月号 - 2009年9月号
- 快盗天使ツインエンジェルさん!（原作：サミー・作画：森みさき）：2016年2月号 - 2017年4月号 ※隔月連載
- 解放少女SIN -Mystycle Line-（原作：MAGES.・漫画：みなづきふたご）：2014年6月号 - 2014年10月号
- 影の英雄の日常譚 勇者の裏で暗躍していた最強のエージェント。組織が解体されたので、正体隠して人並みの日常を謳歌する。（原作：坂石遊作・キャラクター原案：TYONE・漫画：kanco）：2020年9月号[18] - 2024年1月号
- 陰の実力者になりたくて! しゃどーがいでん（原作：逢沢大介・キャラクター原案：東西・漫画：瀬田U）：2019年9月号[30] - 2023年11月号
- CANAAN（原作：Project CANAAN・漫画： 石田あきら）：2009年8月号 - ※2009年8月号にプロローグを掲載、本編は同年9月号から開始。
- 神様の用心棒（原作：霜月りつ（マイナビ出版ファン文庫）・キャラクター原案：アオジマイコ・漫画：冬野ケイ）：2022年12月号[28] - 2024年4月号[31]
- 艦隊これくしょん -艦これ- 水雷戦隊クロニクル（原作：「艦これ」運営鎮守府・漫画：深山靖宙）：2014年1月号 - 2016年11月号
- 機神飛翔デモンベイン（原作：ニトロプラス・脚本：鋼屋ジン・漫画：不破）：2007年12月号 - 、休載中
- 寄生彼女サナ（原作：砂義出雲・キャラクター原案：瑠奈璃亜・漫画：ソウマトウ）：2013年2月号 - 2014年1月号
- KIDDY GiRL-AND pure（原作：gimik・脚本：きむらひでふみ・漫画：緋賀ゆかり）：2009年5月号 - 2010年6月号
- Gift 〜under the rainbow〜（原作：MOONSTONE・漫画：ユキヲ）：2006年2月号 - 2007年3月号
- 君が主で執事が俺で（原作：みなとそふと・画：皇ハマオ、白猫参謀）：2007年12月号 - 2009年6月号
- キャッスルファンタジア 黎明編（原作：スタジオ・エゴ・漫画：山本和枝）
- Canvas2 〜虹色のスケッチ〜（原作：F&C FC01・漫画：児玉樹）
- クイーンズブレイド -Hide&Seek- （原作：ホビージャパン・漫画：南崎いく）：2007年12月号 - 2010年7月号
- クイーンズブレイド リベリオン青嵐の騎士姫 （原作：ホビージャパン・漫画：南崎いく）：2011年11月号 - 2013年1月号
- 駆除人（原作：花黒子・キャラクター原案：KT2・漫画：浅川圭司）：2017年8月号[32] - 2022年9月号
- 国渡りの錬金術師 王子に騙され王宮を追い出された私は、ある旅の一団と出会いました（原作：日之影ソラ・キャラクター原案：saraki・漫画：綴吏）：2023年3月号[23] - 2024年9月号[33]
- Clear いつか立ったあの丘で―（原作：MOONSTONE・漫画：ユキヲ）：2007年8月号 - 2008年7月号
- グリモワール×リバース〜転生鬼神浪漫譚〜（原作・漫画版脚本：藍藤遊・キャラクター原案：エナミカツミ・作画：ねこめたる・絵コンテ構成：しっぽ）：2015年12月号 - 2016年11月号
- 黒鉄の魔法使い（原作：迷井豆腐・キャラクター原案：にゅむ・漫画：もくふう）：2019年11月号[27] - 2021年9月号
- ケータイ少女〜Re:dial〜（原作：G-mode・漫画：めきめき）
- 恋がさくころ桜どき -Charming scarlet-（原作：ぱれっと・漫画：三倉ちかげ）：2013年12月号 - 2015年1月号
- 恋する乙女と守護の楯 -The shield of AIGIS-（原作：AXL／アルケミスト・漫画：綾野なおと）：2008年12月号 - 2009年6月号
- コードギアス 双貌のオズ（原作：「コードギアス 反逆のルルーシュ」シリーズより・企画：サンライズ・協力：バンダイ・ホビージャパン：漫画：東條チカ）：2013年10月号 - 2014年9月号 ←「ニュータイプエース」より移籍。
  - コードギアス 双貌のオズO2（原作：「コードギアス 反逆のルルーシュ」シリーズより・企画：サンライズ・協力：バンダイ・ホビージャパン：漫画：東條チカ）：2014年10月号 - 2016年4月号 ※『コードギアス 双貌のオズ』の第2部。
- コードギアス ナイトメア・オブ・ナナリー（原作：大河内一楼・谷口悟朗・漫画：たくま朋正）：Vol.010 - 2009年5月号
- この青空に約束を - melody of the sun and sea -（原作：テイジイエル・アルケミスト・漫画：シロガネヒナ）
- 子ひつじは迷わない（原作：玩具堂・漫画：貴島煉瓦・キャラクター原案：籠目）：2011年3月号 - 12月号
- これはゾンビですか? はい、アナタの嫁です（原作：木村心一・キャラクター原案：こぶいち・むりりん・漫画：長谷見亮）
- 婚約破棄から始まる悪役令嬢の監獄スローライフ（原作：山崎響・キャラクター原案：鍋島テツヒロ・漫画：平未夜）：2019年9月号[30] -

#### さ行
- 最終試験くじら progressive C-side（原作：CIRCUS・漫画：宇佐美渉）
- サクラノ詩（原作：枕・画：オダワラハコネ）：Vol.001 - Vol.006
- サマーウォーズ キング・カズマvsクイーン・オズ（原作：細田守・キャラクター原案：貞本義行・漫画：上田夢人）：2009年9月号 - 2010年11月号
- SH@PPLE -しゃっぷる-（原作：竹岡葉月・キャラクター原案：よう太・漫画：ういらあくる）：2009年5月号 - 2010年3月号
- 十番様の縁結び 神在花嫁綺譚（原作：東堂燦（集英社オレンジ文庫刊）・キャラクター原案：白谷ゆう・漫画：三村たけ）：2023年4月号[34] - 2024年11月号[35]
- 主人公じゃない!（原作：ウスバー・キャラクター原案：天野英・漫画：メイジ）：2021年2月号[36] - 2023年11月号
- 召喚少女〜ElementalGirl Calling〜（原作：VRIDGE・漫画：魚肉ん）
- しよ子といっしょ（漫画：西あすか）
- 真・恋姫†無双 〜乙女繚乱☆三国志演義〜（原作：BaseSon・漫画：あかりりゅりゅ羽）：2009年10月号 -
- SweetHoneyComing（原作：HOOKSOFT・漫画：ういらあくる）：2009年3月号 - 7月号
- スクールスタードリーム! チェンジ!!（原作：KADOKAWA・漫画：原田靖生）：2016年7月号 - 2016年12月号
- School Days（原作：オーバーフロー・漫画：酒月ほまれ）： - 2007年11月号
- Stellar☆Theater（原作：Rosebleu・漫画：わき）：2009年5月号 - 2010年5月号
- 捨てられ白魔法使いの紅茶生活（原作：瀬尾優梨・キャラクター原案：YahaKo・漫画：騎羽こうじ）：2021年4月号[37] - 2023年10月号
- ストライクウィッチーズ（島田フミカネ&Projekt Kagonish）
- ストライクウィッチーズ エーリカ・ハルトマン1941（原作：島田フミカネ&Projekt Kagonish・漫画：槌居）：2016年5月号 - 11月号
  - ストライクウィッチーズ 蒼空の乙女たち（原作：島田フミカネ&Project Kagonish・漫画：かずみ義幸）：Vol.003 - Vol.005
  - ストライクウィッチーズ 天空の乙女たち（原作：島田フミカネ&Project Kagonish・漫画：たなか友基）：2008年3月号 - 2009年1月号
  - ストライクウィッチーズ 片翼の魔女たち（原作：島田フミカ]&Projekt Kagonish・漫画：しのづかあつと）
  - ストライクウィッチーズ 小ぃサーニャ（原作：島田フミカネ&Projekt Kagonish・漫画：たちきヤマト）
  - ストライクウィッチーズ 小ぃさいズ（原作：島田フミカネ&Projekt Kagonish・漫画：たちきヤマト）：2013年5月号 - 2016年2月号
- すぴぱら 乙女の放課後観測（漫画：御影獏）
- スマイル☆シューター（原作：山佐・キャラクターデザイン：藤真拓哉・漫画：森崎くるみ・脚本・二条南莉）
- 聖剣使いの禁呪詠唱（原作：あわむら赤光・キャラクター原案：refeia・漫画：七桃りお）：2014年6月号 - 2016年3月号
- 聖女様を甘やかしたい！ ただし勇者、お前はダメだ（原作：戸津秋太・キャラクター原案：fame・漫画：kanco）：2019年9月号[30] -
- 生徒会の一存 ぷち（原作：葵せきな・漫画：砌練炭・キャラクターデザイン：狗神煌）：2009年11月号 -
- セカンド・ストーリー・オンライン 理想の魔女目指して頑張ります。（原作：彩帆・キャラクター原案：kaworu・漫画：花登コン）：2021年4月号[37] - ※短期集中連載[37]
- 刹那の風景（原作：緑青・薄浅黄・キャラクター原案：sime・漫画：寺里甘）：2022年5月号[38] - 2023年7月号）
- 絶滅危愚少女 Amazing Twins（原作：佐藤順一・漫画：広瀬まどか）：2014年3月号 - 2014年8月号
- 戦場のヴァルキュリア（原作：セガ・漫画：鬼頭えん）：2008年7月号 - 2010年5月号
- 装甲悪鬼村正 英雄譚（原作：ニトロプラス・漫画：lsll）
- Soul Link -SIGNAL CODE:0-（原作：Navel・漫画：今ノ夜きよし）：Vol.001 - Vol.003
- 空を飛ぶ、3つの方法。（原作：La'cryma・脚本：神夜優・漫画：霜月絹鯊）：2008年1月号 - 2009年3月号
- 空を見上げる少女の瞳に映る世界（原作：京都アニメーション・漫画：MAKOTO2号）：2009年5月号 - 10月号

#### た行
- D.C. Girl's Symphony 〜ダ・カーポ〜 ガールズシンフォニー（原作：サンクチュアリ/CIRCUS・漫画：あらいぐま・ストーリー構成：RED FLAGSHIP）：2009年6月号 - 12月号
- D.C.III 〜ダ・カーポIII〜（原作：tororo/CIRCUS・漫画：かゆらゆか）：2013年8月号 - 2014年1月号 ←『コンプティーク』より移籍
- タユタマ -Kiss on my Deity-（原作：Lump of Sugar・漫画：ユキヲ・シナリオ：ユウヤ）：2009年1月号 - 7月号
- ダンタリアンの書架 ダリアンDays（原作：三雲岳斗・漫画：瀬菜モナコ）：2010年5月号 - 2011年12月号
- 探偵オペラ ミルキィホームズ2（企画・原作：ブシロード・クロノギアクリエイティヴ、漫画：刻田門大）
- Tick! Tack! -NEVER SAY GOODBYE-（原作：Navel・漫画：日下晧）
- 追放されたハズレ聖女はチートな魔導具職人でした（原作：白沢戌亥・キャラクター原案：みつなり都・漫画：石蕗まな）：2023年12月号[39] - 2025年7月号[40]
- つよきす（原作：きゃんでぃそふと・画：皇ハマオ）
- 天空の城をもらったので異世界で楽しく遊びたい（原作：井上みつる・キャラクター原案：平井ゆづき・漫画：Matsuki）：2019年6月号[26] - 2024年2月号
- 天元突破グレンラガン 紅蓮学園編（原作：GAINAX・中島かずき・監修：中島かずき・ストーリー構成：財津A司・漫画：吉川かば夫）：2008年10月号 - 2009年3月号
- 天元突破グレンラガン -螺旋少年譚-（原作：GAINAX・中島かずき・漫画：たくま朋正）：2009年8月号 - 2010年3月号
- 東京皇帝☆北条恋歌（原作：竹井10日・キャラクター原案：要河オルカ・漫画：綾見ちは・云熊まく）：2010年8月号 - 12月号
- 東方三月精 Oriental Sacred Place（原作：ZUN・漫画：比良坂真琴）：Vol.001 -
  - 『コンプエース』Vol.01から『コンプエース』Vol.06までは「東方三月精 Eastern and Little Nature Deity.」というタイトルで松倉ねむが画を担当して連載していたが、松倉ねむの体調不良により『コンプエース』Vol.07から比良坂真琴に画が替わり、内容も新章「Strange and Bright Nature Deity.」となった。2009年3月号で第2部が終了し、2009年7月号より第3部「Oriental Sacred Place」が連載。
- 東方三月精 〜Visionary Fairies in Shrine.（原作：ZUN・漫画：比良坂真琴）：2016年3月号 - 2019年11月号 ※季刊連載
- 東方鈴奈庵 〜 Forbidden Scrollery.（原作：ZUN・作画：春河もえ）：2012年12月号 - 2017年9月号
- DOG DAYS Sugar（原作：都築真紀・漫画：河南あすか）：2014年12月号 - 2015年5月号
- トワノクオン Episoid at Daybreak（原作：BONES・ストーリー協力：根元歳三・漫画：たなか友基）：2011年5月号 -

#### な行
- にょろーん ちゅるやさん（原作：谷川流・キャラクター原案：いとうのいぢ・漫画：えれっと）：2008年11月号 - 2009年10月号
- ニンジャスレイヤー（原作：ブラッドレー・ボンド＋フィリップ・N・モーゼズ・原作翻訳・漫画版監修：本兌有＋杉ライカ・キャラクターデザイン：わらいなく＋余湖裕輝・脚本：田畑由秋・漫画：余湖裕輝）：2013年9月号 - 2016年11月号[注釈 2]
- 願わくばこの手に幸福を（原作：ショーン田中・キャラクター原案：おちゃう・漫画：メイジ）：2019年6月号[26] - 2020年6月号
- ノーブルウィッチーズ 第506統合戦闘航空団（原作：島田フミカネ&Projekt World Witches・ストーリー原案：南房秀久・漫画：槌居）：2017年7月号[20] - 2018年11月号
- ノストラダムスに聞いてみろ♪（原作：Lime・画：森崎くるみ）：2008年2月号 - 7月号

#### は行
- バスカッシュ! エクリップスステージ（原作：河森正治、ロマン・トマ/サテライト・漫画：影九・ストーリー構成：財津A司）：2009年6月号 - 11月号
- はちゅねミクの日常 ろいぱら!（原案：クリプトン・フューチャー・メディア・漫画：おんたま）：2008年2月号 - 2011年10月号
  - コンプティーク2008年5月号から「出張版」が、2008年10月から公式サイトでWeb版がそれぞれ同時連載されている。
- はつゆきさくら（原作：SAGA PLANETS・漫画：滝乃大祐）
- 花のみやこ!（原案：TYPE-MOON・漫画：桐嶋たける）：2013年1月号 - 2014年7月号 ※第一部完
- 破滅の魔導王とゴーレムの蛮妃（原作：北下路来名・キャラクター原案：芝・漫画：いのうえひなこ）：2019年2月号[9] -
- BALDRSKY Dive1 "Lost Memory"（原作：戯画・漫画：田仲康二）：2009年4月号 - 2009年9月号
- ひぐらしのなく頃に 鬼曝し編（原作：竜騎士07・画：鬼頭えん）：Vol.002 - Vol.008
  - ひぐらしのなく頃に怪 現壊し編（原作：竜騎士07・画：鬼頭えん）：Vol.010 - 、休載後単行本で完結
  - ひぐらしのなく頃に 心癒し編（原作：竜騎士07・漫画：影崎由那）：2008年10月号 - 2009年4月号
- ひぐらしの哭く頃に 雀（原作：竜騎士07、AQインタラクティブ・漫画：綾見ちは、云熊まく）：2009年10月号 - 2010年5月号
  - 2009年10月号にプロローグを掲載、本編は同年11月号から開始。
- ひまわり −the Door into Summer−（原作：ぶらんくのーと・シナリオ：ごぉ・漫画：森崎くるみ）：2009年12月号 - 2010年7月号
- ファンタジスタドール（原作：ファンタジスタドールプロジェクト・漫画：めきめき）：2013年7月号 - 2014年7月号
- VTuberなんだが配信切り忘れたら伝説になってた（原作：七斗七・キャラクター原案：塩かずのこ・漫画：藤崎ろと）：2023年10月号[41] - 2024年8月号[42]、2025年9月号で諸般の事情により連載終了[43]
- ぶーぶーかがぶー（原作：美水かがみ・漫画：えれっと）：2008年7月号 - 2009年12月号
  - 『らき☆すた』本編と並行して連載された。
- FairlyLife（原作：HOOK・漫画：森崎くるみ）：2008年11月号 - 2009年1月号
- Fate/Apocrypha（原作：TYPE-MOON・東出祐一郎・作画：石田あきら）：2016年8月号 - 2024年6月号[44]
- Fate/kaleid liner プリズマ☆イリヤ（原作・企画原案：TYPE-MOON・漫画：ひろやまひろし）：2007年11月号 - 2009年1月号
  - Fate/kaleid liner プリズマ☆イリヤ ツヴァイ!
- FESTA!! -HYPER GIRLS POP-（原作：Lass・画：かんきりこ）
- 不完全神性機関イリス（原作：細音啓・キャラクター原案：カスカベアキラ・漫画：滝太郎）
- 武装メイドに魔法は要らない（原作：忍野佐輔・キャラクター原案：大熊まい・漫画：さよなか）：2022年4月号[45] - ※短期集中連載[45]
- PRINCESS WALTZ（原作：PULLTOP・漫画：柴都しゅう）
- フレームアームズ・ガール ラボ・デイズ（原作：コトブキヤ・漫画：常石ツネオ・監修協力：赤尾でこ）：2017年2月号[46] - 2018年1月号[47]
- ほしうた（原作：フロントウイング・漫画：フミオ）：2009年5月号 - 2010年8月号
- 星空へ架かる橋（原作：feng・漫画：森崎くるみ）：2011年6月号 - 2012年2月号
- ほしフル 〜星藤学園天文同好会〜（原作：F&C FC01・画：虎向ひゅうら）：2007年9月号 - 2008年6月号

#### ま行
- 魔王の器（原作：月野文人・キャラクター原案：ttl・漫画：鈴木魚）：2019年8月号[48] - 2020年2月号
- 魔王令嬢の執行者-異世界執事は仰せのままに-（原作：Sty・キャラクター原案：伊藤宗一・漫画：山水ミド）：2023年11月号[49] - 2025年5月号[29]
- まおゆう魔王勇者「この我のものとなれ、勇者よ」「断る!」（原作：橙乃ままれ・漫画：石田あきら）：2011年6月号 - 2016年6月号
- マクロスF超次空歌巫女ランカ（漫画：黒岩よしひろ）：2008年4月号 - 7月号
  - マクロスF抱きしめて、銀河の果てまで（漫画：水島空彦）：2008年9月号 - 2009年4月号
- 真剣で私に恋しなさい!（原作：みなとそふと・漫画：犬江しんすけ）
- 真剣で私に恋しなさい!S（原作：みなとそふと・漫画：皇ハマオ）： - 2014年1月号
- ましろ色シンフォニー（原作：ぱれっと・漫画：みなづきふたご）：2009年11月号 - 2010年10月号
- ましろ色シンフォニー -Wind of silk-（原作：ぱれっと・漫画：みなづきふたご）：2011年4月号 - 2011年9月号
- ましろ色シンフォニー -Twinkle moon-（原作：ぱれっと・漫画：みなづきふたご）：2011年10月号 - 2012年1月号
- 魔装学園H×H（原作：久慈マサムネ・キャラクター原案：Hisasi・メカデザイン：黒銀・漫画：あやかわりく）：2015年8月号 - 2018年3月号
- 魔導具師ダリヤはうつむかない 〜今日から自由な職人ライフ〜（原作：甘岸久弥・キャラクター原案：景・漫画：釜田）：2019年6月号[26] - 2020年4月号
- 魔法少女育成計画（原作：遠藤浅蜊・キャラクター原案：マルイノ・漫画：江戸屋ぽち）：2014年11月号 - 2015年12月号
- 魔法少女育成計画 restart（原作：遠藤浅蜊・キャラクター原案：マルイノ・漫画：海苔せんべい）：2016年6月号 - 2017年4月号 ※2017年4月号を最後に休載し、公式サイトでは終了扱いとなっている。
- 魔法少女リリカルなのはINNOCENT（原作：都築真紀・漫画：川上修一）：2012年9月号 - 2014年5月号
  - 魔法少女リリカルなのはINNOCENTS（原作：都築真紀・漫画：川上修一）：2014年6月号 - 2016年3月号 ※『魔法少女リリカルなのはINNOCENT』の第2部。
- 魔法少女リリカルなのはA's -THE GEARS OF DESTINY- マテリアル娘。（原作：都築真紀・漫画：榊蒼十郎）
- 魔法少女リリカルなのはViVid（原作：都築真紀・漫画：藤真拓哉）：2009年7月号 - 2017年12月号[25]
- 魔法少女リリカルなのはViVid LIFE -インターミドル編-（原作：都築真紀・漫画：ねことうふ）：2013年6月号 - 2014年4月号
  - 魔法少女リリカルなのはViVid LIFE -インターバル-（原作：都築真紀・漫画：ねことうふ）：2014年6月号 - 2016年4月号
- 魔法少女リリカルなのはマテリアル娘。-INNOCENT-（原作：都築真紀・漫画：榊蒼十郎）：2013年6月号 - 2016年5月号
- 魔法少女リリカルなのは Reflection THE COMICS（原作：都築真紀・漫画：藤真拓哉・コンテ構成：川上修一）：2018年2月号[50] - 2019年2月号
- まほうつかいの箱 スターリット・マーマレード（原作：TYPE-MOON・漫画：久松士郎）：2013年9月号 - 2014年3月号
- 魔法使いへの道-腕利き師匠と半人前の俺-（原作：光乃えみり・キャラクター原案：ずじ・漫画：いのこざ）：2023年4月号[34] - 2024年4月号（最終掲載[31]） - 都合により連載終了[44]。
- ミクぼん VOCALOID IN WONDERLAND（原案：クリプトン・フューチャー・メディア・漫画：おんたま）
  - ミクぼん はちゅねミク研究所（原案：クリプトン・フューチャー・メディア・漫画：おんたま）
- 宮河家が満腹!?（原作：美水かがみ・漫画：華々つぼみ）：2013年11月号 - 2014年5月号
- MELTY BLOOD（原作：TYPE-MOON/フランスパン・画：桐嶋たける）：Vol.001 -
- MELTY BLOOD 路地裏ナイトメア（原作：TYPE-MOON/フランスパン・監修：奈須きのこ・作画：桐嶋たける・脚本協力：ACPI）：2016年2月号 - 2016年12月号
- 夢想灯籠（原作：日本一ソフトウェア・漫画：いくさ∞）：2009年5月号 - 9月号
- 最も嫌われている最凶の悪役に転生（原作：灰色の鼠・漫画：沢田かに）：2023年12月号[39] - 2025年6月号[51]
- 問題児たちが異世界から来るそうですよ?（原作：竜ノ湖太郎・キャラクター原案：天之有・漫画：七桃りお）：2012年9月号 - 2014年3月号

#### や行
- 幼女戦記食堂（原作：カルロ・ゼン・キャラクター原案：篠月しのぶ・漫画：京一）：2018年1月号 - 2019年2月号 ※2018年3月号までは別冊付録に掲載
- ヨスガノソラ（原作：Sphere・漫画：水風天）：2009年10月号 - 2011年1月号

#### ら・わ行
- らき☆すた コミックアラカルト（アンソロジーコミック）：2007年Vol.015 -
  - 本編と並行して不定期掲載されていた。
- らき☆すた ポケットとらべら〜ず（原作：美水かがみ・漫画：あかりりゅりゅ羽）：2008年1月号 - 2008年8月号
  - 『らき☆すた』本編と並行して連載された。
- 楽園の令嬢たち 離世のLove Prelude（みさくらなんこつ）
- リトルバスターズ!（原作：Key・漫画：あなぐらもぐら）：2008年5月号 -
  - リトルバスターズ!エクスタシー ワンダービット ワンダリング（原作：Key・漫画：みさき樹里）：2010年5月号 - 2012年1月号
- 龍ヶ嬢七々々の埋蔵金 The Animation（原作：鳳乃一真・キャラクター原案：赤りんご・漫画：御影甲六）：2014年3月号 -
  - 長期休載ののち2015年9月号において連載終了が発表された。
- レンタルマギカ from SOLOMON（原作：三田誠・キャラクター原案：pako・漫画：MAKOTO2号）：2007年7月号 - 2008年5月号
- 私の婚約者は、根暗で陰気だと言われる闇魔術師です。好き。（原作：瀬尾優梨・キャラクター原案：花宮かなめ・漫画：つづき）：2023年5月号[7] - 2025年4月号[52]

### オリジナル作品
- 朱月のアゲハ（桐原小鳥）
- あか☆ぷろ!!! 〜明るい三姉妹プロジェクト〜（キャラクターデザイン：美水かがみ・漫画：あらきかなお）
- 異議ガール!（脚本：鰐梨・作画：春河もえ・協力：オーガスト）：2016年11月号 - 2017年1月号 ※集中連載
- 荊冠のアゲハ（漫画：桐原小鳥）：2013年6月号 - 2014年3月号
- うつうつひでお日記（吾妻ひでお）
- うみねこ通りのペルさん（漫画：新居さとし）：2008年11月号 - 2009年5月号
- HR（漫画：くろがねぎん、創刊号 - 2008年8月号）
- がくだん!]原作：竹井10日・作画：坂野杏梨）：2015年6月号 - 2016年3月号
- KATi KATi（漫画：大富寺航）
- 教壇のクロア（原作：井上敏樹・漫画：かのえゆうじ）
- 幻想主義（犬威赤彦）
- 桜とゆ〜れい（漫画：てっけんとう）
- しるバ.（漫画：爆天童）：創刊号 - 2008年12月号
- セカイで君はただ一人（漫画：神楽坂まな）：2008年8月号 - 2008年11月号
- 男子禁制!!フレーゼ女学院（漫画：あずまゆき）：2012年4月号 - 2012年11月号
- はとがいる（漫画：てっけんとう）：2008年5月号 - 2011年1月号
  - 代理原稿扱いでの不定期掲載であったが、2008年12月号より定期連載。2009年6月より公式サイトでも同時連載されていた。
- Battle Cinder-Ella（画：さなづらひろゆき）
- ヒビキのマホウ（原作：麻枝准・漫画：依澄れい）：2006年Vol.006 - 2016年5月号
  - 月刊少年エースより移籍、不定期掲載作品。
- ピヨ子と魔界町の姫さま（渡会けいじ）：2017年10月号[53] - 2019年1月号
- ファスガ! FAST SONIC GIRLS（長谷見亮・構成・設定協力：ホンダコウイチ）：2015年10月号 - 12月号 ※短期集中連載
- 武装メイドに魔法はいらない（原作：忍野佐輔、キャラクター原案：大熊まい、漫画：さよなか）：2022年4月号 - 2022年7月号 ※集中連載
- 放課後アトリエといろ (華々つぼみ）： - 2013年3月号
  - コンプティークとの同時連載。
- ほしをつぐもの （原作：原田宇陀児・漫画：宇佐美渉）：2006年Vol.004
- M.A.O.（漫画：大富寺航）：2008年9月号 - 2009年3月号
- まっしろノート（漫画：凪庵）：2009年7月号 -
- 宮河家の空腹（漫画：美水かがみ）：2009年6月号 - 2013年3月号
  - コンプH'sより移籍、一時期は『らき☆すた』本編と並行して連載されていた。コンプティークへ移籍。
- 〜優駿乙女〜 サラブレドール（原作：あかほりさとる・漫画：伊藤大育・キャラクター原案：MATSUDA98）：2009年3月号 - 12月号
- レンズドロップス（漫画：貴島煉瓦）
- 我らひとしくギャルゲヒロイン（じゅうあみ）： - 2018年2月号 ※他作品の代原として連載[6]